# Bataille de l'oliveraie de Kountouras
Guerre byzantino-latines
Batailles
- Constantinople (1203)
- Constantinople (1204)
- Bataille de l'Oliveraie de Kountouras
- Constantinople (1235)
- Pélagonia
- Constantinople (1260)
- Constantinople (1261)
- Prinitza
- Settepozzi
- Makryplági
- Néopatras
- Démétrias
- Campagnes de Licario
- Pharsale
- Berat
- Rhodes
- îles Échinades

La bataille de l’oliveraie de Kountouras s’est déroulée à l’été 1205 à Messène (sud-ouest de la péninsule du Péloponnèse) entre les croisés francs et la résistance grecque locale ; elle s’est terminée par la victoire des chevaliers francs et la déroute des Grecs.
La conquête de Constantinople en 1204 par les participants de la quatrième croisade avec l’appui de la république de Venise conduisit à la chute de l’Empire byzantin et à son remplacement par un Empire latin. Peu après, une force composée de 500 à 700 hommes sous le commandement de Guillaume de Champlitte et de Geoffroy Ier de Villehardouin se dirigea vers le Péloponnèse pour mettre fin à la résistance locale. Dans l’oliveraie dite de Kountouras à Messène, elle fit face à un groupe d’environ 5 000 Byzantins du Péloponnèse sous la conduite d’un certain Michel. Les croisés sortirent vainqueurs de l’engagement, forçant les Byzantins à faire retraite et anéantissant la résistance dans cette région. Cette bataille devait ouvrir la voie à la création de la principauté d’Achaïe.

## Toile de fond
Constantinople fut prise par les alliés de la quatrième croisade le 12 avril 1204. L’un des principaux chefs croisés, le marquis Boniface de Montferrat, ayant échoué dans sa tentative de devenir empereur latin, continua sa route et, le même automne, fonda le royaume de Thessalonique. Guillaume de Champlitte, qui l’avait suivi jusque-là, continua sa route en direction du sud vers la Morée (Péloponnèse). Il y fut rejoint par Geoffroi Ier de Villehardouin qui, au retour de Palestine, avait fait voile vers Modon (aujourd’hui Méthone) en Messénie.

Carte du Péloponnèse au Moyen Âge.

Là, Geoffroy de Villehardouin était entré au service d’un magnat local pour l’aider à se débarrasser de ses rivaux. Cette expérience lui avait donné à penser que le pays serait facile à conquérir. Leur entreprise prospéra, mais à la mort de ce magnat, son fils renia l’alliance avec Villehardouin. Devant l’hostilité de ce fils et ayant appris que les croisés de Boniface de Montferrat assiégeaient le magnat Léon Sgouros, seigneur de Nauplie, Geoffroy résolut de demander l’aide de celui-ci. Boniface aurait sans doute voulu retenir ses services, mais Villehardouin préféra s’allier avec Guillaume de Champlitte, comme lui Champenois, qu’il attira en lui faisant miroiter les richesses du pays et la promesse de le reconnaitre comme son suzerain. Boniface finit par se rallier à leur entreprise et, à la tête d’une armée d’une centaine de chevaliers et de nombreux soldats, Champlitte et Villehardouin entreprirent la conquête de la Morée. Les villes de Patras et d’Andravida tombèrent sans combat. Champlitte reçut dans cette dernière ville l’hommage des notables et du peuple de la Skorta et Mesarea,. De là, les Francs se dirigèrent vers le sud en suivant la côte que longeait leur flotte, prenant au passage la forteresse de Pontikokastro (en) qu’ils remirent en état et qu’ils dotèrent d’une garnison. Ils évitèrent la puissante forteresse d’Arcadie (aujourd’hui Kyparissia) et, par Navarino, arrivèrent à Modon. Ils en réparèrent les murs qui avaient été détruits longtemps auparavant par les Vénitiens pour qu’ils ne puissent servir de repaires aux pirates et prirent d’assaut le port de Coron qui tomba après une seule journée, ainsi que la ville de Kalamata qui se rendit,.

## La bataille
C’est alors que les Byzantins de Laconie et d’Arcadie, dirigés par un certain Michel, auxquels s’étaient joints des groupes slaves occupant le Taygète, tentèrent d’arrêter la progression des Francs à l’oliveraie de Kountouras au nord-est de Messène. La plupart des chercheurs contemporains ont vu dans ce Michel le fondateur du despotat d’Épire, Michel Ier Comnène Doukas,. Toutefois cette théorie a été mise en doute il y a quelques décennies par Raymond-Joseph Loenertz qui a soutenu que le contrôle très aléatoire que Michel exerçait sur l’Épire à ce moment rendait assez improbable son départ pour venir en aide aux Grecs de Morée,.
Le récit de la conquête nous est parvenu dans deux sources différentes : la Chronique de Morée et De la Conquête de Constantinople par le chroniqueur croisé Geoffroi de Villehardouin (oncle de Geoffroi Ier de Villehardouin). Selon la Chronique de Morée, les Francs comptaient environ 700 hommes alors que les Byzantins alignaient près de 4 000 hommes, fantassins et cavaliers ; selon Villehardouin, l’armée de Michel (lequel n’est pas mentionné dans la Chronique) comptait 5 000 hommes et celle des Francs 500. Les deux sources diffèrent également sur la chronologie des évènements, la Chronique la situant après la prise de Kalamata par les Francs et Villehardouin après celle de Modon. Quoi qu’il en soit, les deux s’accordent pour dire que bien qu’inférieurs en nombre, les Francs, après une marche d’une seule journée, firent face aux Byzantins et gagnèrent la bataille.
On ignore l’emplacement exact de l’oliveraie de Kountouras à Messène. La version grecque de la Chronique mentionne, outre le nom du propriétaire (Kountouras ou la variante Koundouron) un endroit appelé Kepeskianous (Κηπησκιάνους), noté également sous la variante Kapsikia (Καψικία). On a tenté de localiser cet endroit que certains ont identifié comme étant le village moderne de Kapsia, à l’ouest de Mantineia en Arcadie. Toutefois, celui-ci est trop éloigné de la région où les sources situent cette bataille ; de surcroit, les oliviers ne poussent pas dans cette région.
Villehardouin décrit ainsi cette bataille :

« Ainsi, Guillaume de Champlitte et Geoffroi de Villehardouin (le neveu) après s’être séparés de l’armée prirent avec eux environ huit cents chevaliers et un grand nombre de sergents  à cheval, et se dirigèrent vers le pays de Morée où ils chevauchèrent jusqu’à ce qu’ils atteignent la ville de Modon. Michel entendit dire qu’ils se trouvaient sur le territoire avec très peu d’hommes; il réunit donc un grand nombre de personnes, un nombre fabuleux, et se mit à leur poursuite ne doutant aucunement qu’ils ne soient à sa merci et pratiquement ses prisonniers. Et lorsque (les Francs) apprirent qu’il arrivait, ils remirent en état les fortifications de Modon, lesquelles étaient en ruines depuis longtemps, et y laissèrent leurs bagages et les gens non utiles. Puis, ils chevauchèrent l’équivalent d’une journée de marche avant de déployer tous les hommes dont ils disposaient. Mais tout semblait jouer contre eux : ils n’avaient pas plus de cinq cents cavaliers alors que leurs adversaires étaient plus de cinq mille. Mais le sort est entre les mains de Dieu : nos gens se battirent contre les Grecs, leur firent mordre la poussière et remportèrent la victoire. Les Grecs subirent des pertes considérables alors que les nôtres y gagnèrent montures, des armes en abondance de même que beaucoup de butin, si bien qu’ils revinrent très heureux et débordant de joie dans la ville de Modon »

— Adapté de de Villehardouin 1838.
Dans la Chronique de Morée, la bataille est décrite aux vers 1720 à 1738 :

« ἀκούσασιν κ’ ἐμάθασιν τὸ πῶς ἦλθαν οἱ Φράγκοι / Ils entendirent dire et ils apprirent que les Francs étaient venus,

καὶ περπατοῦν ἐκ τὰ χωρία κ’ ἐπαίρνουσιν τὰ κούρση, / et qu’ils avaient traversé les villages en s’emparant de butin de guerre,

καὶ εἶπαν κ’ ἐλογίσαντο νὰ τοὺς ἔχουν ζημιώσει. / et ils dirent qu’ils pensaient avoir subi des dommages.

Ἐκεῖσε ἐπαρεσύρθηκαν, τὸ λέγουν Κηπησκιάνους, / Ils appelèrent l’endroit où ils s’étaient rendus Kepeskianous,

ὅπου τὸ κράζουν ὄνομα στὸν Κούντουραν ἐλαιῶνα. / et lui donnèrent le nom d’oliveraie de Kountouros.

Ἦσαν χιλιάδες τέσσαρες, πεζοὶ καὶ καβαλλάροι. / Ils étaient quatre mille, à pied et à cheval.

Οἱ Φράγκοι γὰρ ὡς τὸ ἐμάθασιν πάλε ἀπὸ τοὺς Ρωμαίους, / Les Francs cependant l’apprirent des Romains,

ὅπου ἤσασιν γὰρ μετ’ αὐτοὺς κ’ ἐξεύρασιν τοὺς τόπους, / car ils étaient en leur compagnie, lesquels connaissaient l’endroit,

ἐκεῖ τοὺς ἐπαρέσυραν, ἦλθαν καὶ ηὕρανέ τους / ils les attirèrent, ils vinrent et les trouvèrent

καὶ πόλεμον ἐδώκασιν οἱ Φράγκοι κ’ οἱ Ρωμαῖοι. / et il y eut une grande bataille entre les Francs et les Romains.

Κ’ οἱ Φράγκοι γὰρ οὐκ ἤσασιν, πεζοὶ καὶ καβαλλάροι, / Et les Francs, tant à pied qu’à cheval, n’étaient pas plus

μόνοι ἑφτακόσιοι μοναχοί, τόσους τοὺς ἐγνωμιάσαν. / que sept cents, du moins à leur avis.

Με προθυμίαν ἀρχάσασιν τὸν πόλεμο οἱ Ρωμαῖοι, / Les Romains engagèrent le combat avec enthousiasme,

διατὶ ὀλίγους τοὺς ἔβλεπαν, ὕστερα ἐμετενοῆσαν. / parce qu’ils les voyaient si peu nombreux, mais ils devaient le regretter.

Τι νὰ σὲ λέγω τὰ πολλὰ καὶ τὶ τὸ διάφορόν μου; / Pourquoi devrais-je m’étendre sur le sujet et d’ailleurs cela importe-t-il ?

τὸν πόλεμον ἐκέρδισαν ἐτότε ἐκεῖν’ οἱ Φράγκοι˙ / Ce sont eux, les Francs qui remportèrent la bataille

ὅλους ἐκατασφάξασιν, ὀλίγοι τοὺς ἐφύγαν. / ils les massacrèrent presque tous et peu en réchappèrent.

Αὐτὸν καὶ μόνον πόλεμον ἐποῖκαν οἱ Ρωμαῖοι / Ce fut la seule bataille que les Romains livrèrent

εἰς τὸν καιρὸν ποῦ ἐκέρδισαν οἱ Φράκοι τὸν Μορέαν. / du temps où les Francs s’emparèrent de la Morée. »

— Texte grec original tiré de Το Χρονικόν του Μορέως, édition  P. Kalonaros, Athènes, 1940.

## Conséquences
La bataille de l’oliveraie de Kountouros devait être décisive pour la conquête du Péloponnèse par les Francs, car elle marqua le dernier effort de résistance de la population locale. L’éminent historien de cette période, William Miller, compara cette bataille à une « Hastings de la Morée », ajoutant que « le destin de la Morée, tout comme celui de l’Angleterre saxonne, fut décidé par une seule bataille rangée ».
Après leur victoire, les croisés se reposèrent un certain temps dans la riche plaine de Messène. Champlitte convoqua un conseil de guerre pour déterminer la stratégie à suivre et décida de renvoyer la flotte qui les avait accompagnés jusque-là. En 1205 ou 1206, les croisés s’emparèrent d’Arcadie dont le siège prit quelque temps, de même que de la forteresse d’Araklovon dont la résistance était conduite par le célèbre Doxapatres Voutsaras. Déjà, tout le nord et l’ouest de la péninsule étaient sous le contrôle de Champlitte. Le nord-ouest appartenait au duché d’Athènes sous la suzeraineté de Boniface de Montferrat, bien que Léon Sgouros et ses hommes résistassent toujours dans leurs deux forteresses. La Laconie et les montagnes du Taygète et de Zaconie demeuraient libres. Toutefois, la première phase de la conquête franque pouvait être considérée comme complète, si bien qu'une lettre du pape Innocent III en date du 19 novembre 1205 désigne Champlitte par le titre de princeps totius Achaiae provincie. Un nouvel État fut de fait créé, la principauté d’Achaïe,.